# Giocondo Tasso
Giocondo Tasso (Laguna, 8 de maio de 1899 – Laguna, 12 de janeiro de 1963) foi um político brasileiro.
Filho de Jacinto Tasso e Angelina Amboni Tasso. Casou com Turqueza Pinho Teixeira Tasso. Foi para a Itália em 1912 para estudar em Milão. Em 1917, quando completou 18 anos, teve que se apresentar ao Exército Italiano, como filho de italianos no exterior, para lutar contra os alemães na Primeira Guerra Mundial. Retornou da Itália em 1921.
Foi prefeito de Laguna após a revolução de 1930, de 1934 até novembro de 1937. Reconduzido imediatamente ao cargo, através de ato do interventor federal, Nereu Ramos, exerceu o cargo de prefeito até novembro de 1945.
Foi o primeiro gerente da Caixa Econômica Federal (CEF) em Laguna, em 1946, onde permaneceu até o dia de sua morte em 12 de janeiro de 1963.